# Gondrexange
Gondrexange (lorenès Gondreuhonche) és un municipi francès situat al departament del Mosel·la i a la regió del Gran Est. L'any 2007 tenia 474 habitants.

## Demografia

### Població
El 2007 la població de fet de Gondrexange era de 474 persones. Hi havia 196 famílies, de les quals 48 eren unipersonals (32 homes vivint sols i 16 dones vivint soles), 72 parelles sense fills, 68 parelles amb fills i 8 famílies monoparentals amb fills.
La població ha evolucionat segons el següent gràfic:
Habitants censats

### Habitatges
El 2007 hi havia 216 habitatges, 192 eren l'habitatge principal de la família, 12 eren segones residències i 12 estaven desocupats. 200 eren cases i 15 eren apartaments. Dels 192 habitatges principals, 165 estaven ocupats pels seus propietaris, 20 estaven llogats i ocupats pels llogaters i 7 estaven cedits a títol gratuït; 3 tenien dues cambres, 10 en tenien tres, 29 en tenien quatre i 151 en tenien cinc o més. 163 habitatges disposaven pel capbaix d'una plaça de pàrquing. A 84 habitatges hi havia un automòbil i a 87 n'hi havia dos o més.

### Piràmide de població
La piràmide de població per edats i sexe el 2009 era:
| Homes | Edats   | Dones |
| ----- | ------- | ----- |
| 0     | 95 o +  | 0     |
| 1     | 90 a 94 | 0     |
| 1     | 85 a 89 | 2     |
| 1     | 80 a 84 | 4     |
| 6     | 75 a 79 | 11    |
| 15    | 70 a 74 | 11    |
| 16    | 65 a 69 | 14    |
| 12    | 60 a 64 | 13    |
| 14    | 55 a 59 | 12    |
| 14    | 50 a 54 | 13    |
| 17    | 45 a 49 | 16    |
| 20    | 40 a 44 | 17    |
| 17    | 35 a 39 | 19    |
| 23    | 30 a 34 | 18    |
| 12    | 25 a 29 | 15    |
| 8     | 20 a 24 | 5     |
| 15    | 15 a 19 | 20    |
| 15    | 10 a 14 | 17    |
| 16    | 5 a 9   | 8     |
| 13    | 0 a 4   | 11    |

## Economia
El 2007 la població en edat de treballar era de 301 persones, 214 eren actives i 87 eren inactives. De les 214 persones actives 202 estaven ocupades (118 homes i 84 dones) i 12 estaven aturades (3 homes i 9 dones). De les 87 persones inactives 35 estaven jubilades, 23 estaven estudiant i 29 estaven classificades com a «altres inactius».

### Ingressos
El 2009 a Gondrexange hi havia 197 unitats fiscals que integraven 504 persones, la mediana anual d'ingressos fiscals per persona era de 17.197 €.

### Activitats econòmiques
Dels 5 establiments que hi havia el 2007, 1 era d'una empresa de construcció, 1 d'una empresa de comerç i reparació d'automòbils, 2 d'empreses d'hostatgeria i restauració i 1 d'una empresa financera.
Dels 4 establiments de servei als particulars que hi havia el 2009, 1 era una oficina bancària, 1 guixaire pintor i 2 restaurants.
L'únic establiment comercial que hi havia el 2009 era una botiga de menys de 120 m².
L'any 2000 a Gondrexange hi havia 9 explotacions agrícoles.

## Equipaments sanitaris i escolars
El 2009 hi havia una escola elemental.

## Poblacions més properes
El següent diagrama mostra les poblacions més properes.